# Bsharri (district)

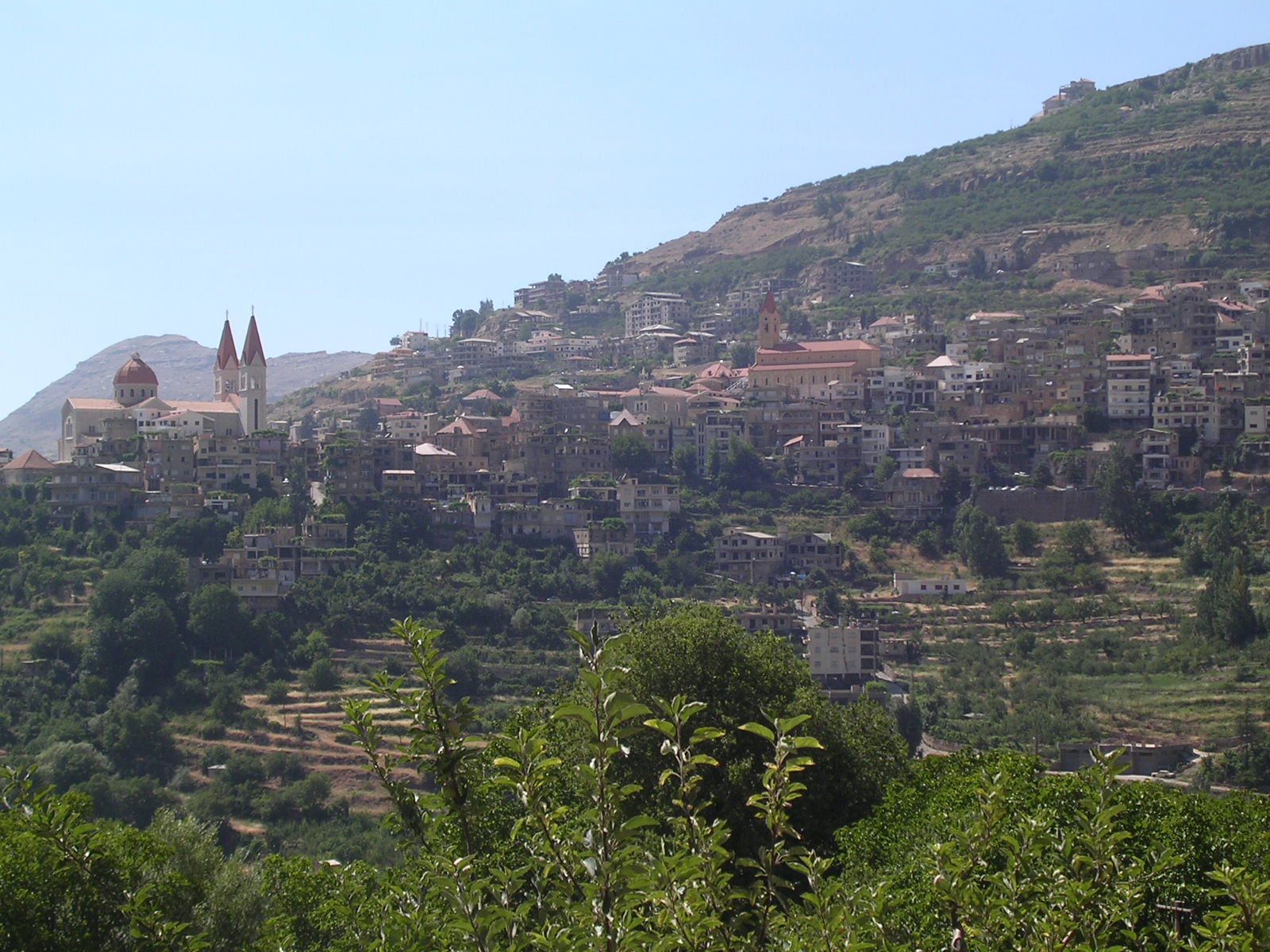
Zicht op Bcharre.

Bsharri of Bcharre (Arabisch: بْشَرِّيْ) is een district in het gouvernement Noord in Libanon. De hoofdstad is de gelijknamige stad Bsharri.
Bsharri heeft een oppervlakte van 158 vierkante kilometer en een bevolkingsaantal van 17.000 in 1996. Vermoedelijk ligt het aantal inwoners echter veel hoger dan het geschatte aantal van de overheid. Tijdens de verkiezingen van 2005 stemden 20 duizend mensen in het district. Een meer realistische schatting is een bevolking van circa 50.000 inwoners.

## Emigratie
De bevolking van Bsharri is overwegend Maroniet christelijk. Aan het einde van de 19de eeuw zijn veel mensen uit het district geëmigreerd naar Suriname, Frans-Guyana, Martinique en Guadeloupe. Het overgrote deel van de Libanezen in Suriname komt uit het dorp Bazaoun, gelegen op 1400 meter hoogte. Andere Libanezen in het Caraïbische gebied komen uit andere gebieden in Libanon.